# Architecture en couches
L'architecture en couches est un style architectural d'application informatique.

## Couches

Exemple de modèle en trois couches

Les différentes couches concernées ont fait l'objet de publications. Les plus courantes sont :
- Couche de présentation (interface utilisateur)
- Couche application (ou couche métier)
- Couche données